# Estat de Nova York
Nova York ( ? i  escolteu-ne la pronunciació en anglès) és un dels cinquanta estats dels Estats Units d'Amèrica, a cavall entre les regions del Nord-est i l'Atlàntic Mitjà. Amb una població de 20.201.249 (2020), Nova York és el quart estat més poblat del país i el primer del nord-est. Tot i que la capital és la ciutat d'Albany, la ciutat més gran és Nova York (New York City), amb qui comparteix nom. Per tal de distingir-los, és comú abreujar la ciutat com a "NYC" i precisar "New York State" si es parla de l'estat.
Nova York té fronteres amb els estats de Pennsilvània, Nova Jersey, Connecticut, Massachusetts i Vermont, i les províncies canadenques d'Ontario i el Quebec. La seva àrea de 141,300 km² el fa el vint-i-setè estat més extens, però gairebé la meitat de la seva població es concentra a la ciutat de Nova York, i/o a l'illa Long Island. Això fa de la resta de l'Estat, l'anomenat Upstate New York, una àrea majoritàriament rural.
L'Estat de Nova York, doncs, es caracteritza pels contrastos entre la zona urbana més poblada dels Estats Units i vastes àrees naturals de baixa densitat de població, amb serralades com el massís Adirondack o les Catskill, rius com el Niàgara o el Hudson, i els Grans Llacs: Ontario i Erie. Les ciutats més grans de l'Upstate són Buffalo i Rochester.
Conegut amb el malnom de "Empire State" (Estat Imperi), Nova York és un dels estats més rellevants dels Estats Units, tan des del punt de vista històric, com l'econòmic, el demogràfic o el cultural. A Nova York hi ha quatre de les deu atraccions turístiques més visitades del món, incloent-hi tres a Manhattan i les Cascades del Niàgara; les dues borses de valors amb més capitalització del planeta (Borsa de Nova York i NASDAQ); la major porta d'entrada d'immigrants als Estats Units, i diverses universitats de prestigi global, entre les quals dos membres de l'Ivy League (Colúmbia i Cornell). Havent estat històricament un dels bastions de la indústria manufacturera del país, Nova York s'ha reconvertit en un centre financer i tecnològic del món actual.

## Geografia

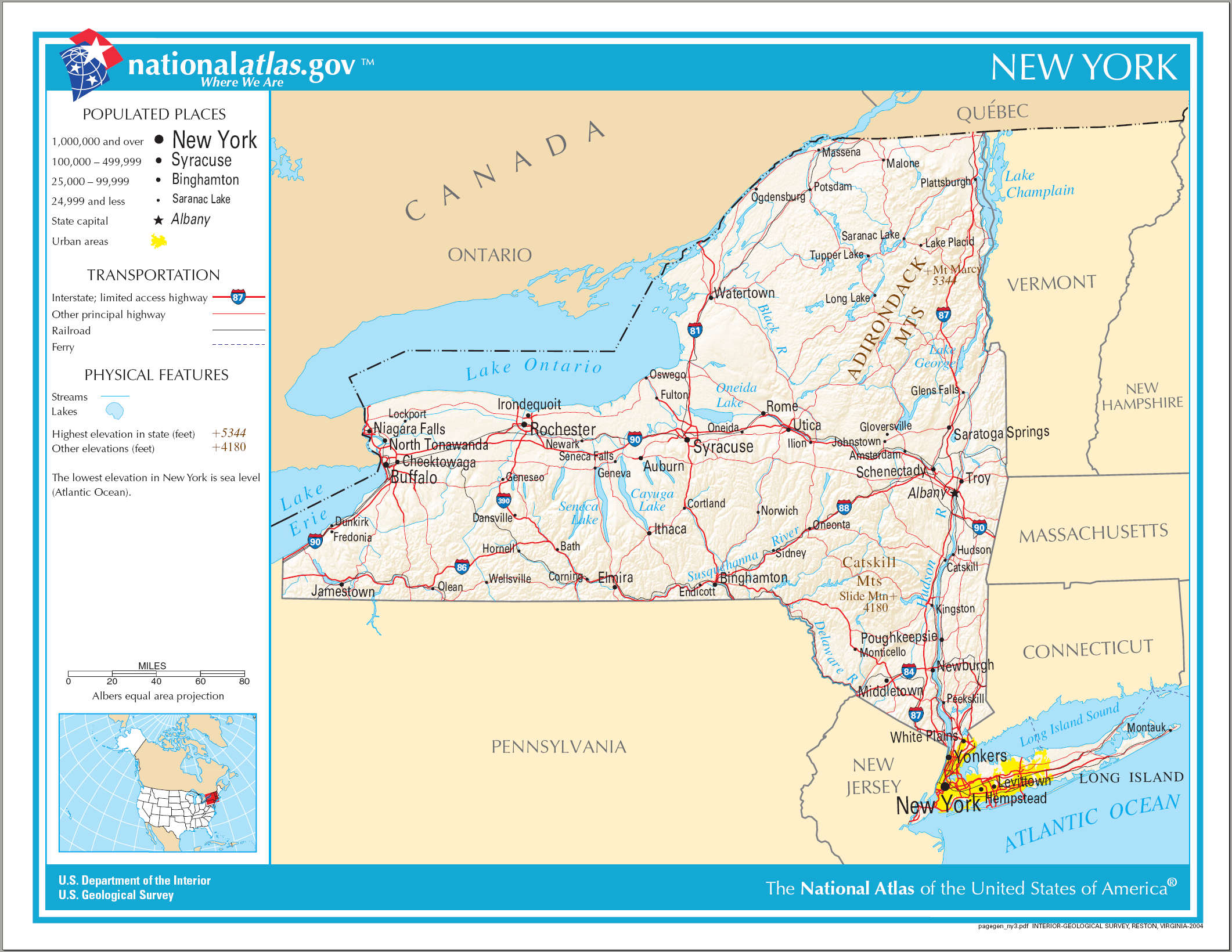
Mapa de l'estat de Nova York

Mapa dels comtats de l'estat de Nova York

Nova York és un estat vast i divers, amb múltiples climes i àrees naturals. Al nord, hi ha les Adirondack Mountains; al sud, hi ha les Catskill Mountains; a l'oest, hi ha els onze llacs anomenats The Finger Lakes (els "llacs del dit"); a l'est, l'illa Long Island. Nova York es troba, a més, al costat de dos dels Grans Llacs: el Llac Ontario, a les costes del qual hi ha la ciutat de Rochester, i el Llac Erie, que banya la ciutat de Buffalo, la segona de l'Estat. El Riu Niàgara i les Cascades del Niàgara fan de frontera amb el Canadà i són un centre de generació d'energia hidroelèctrica. A l'est s'hi troba també el riu Hudson, que pren el nom de Henry Hudson. La ciutat de Nova York es troba a la desembocadura d'aquest riu.

## Amerindis
Segons el cens dels EUA del 2000, hi havia censats 174.646 amerindis (0,9% de la població). Per nombre les tribus principals són els de la Confederació iroquesa (25.625, dels quals 12.531 són mohawk, 5.833 són seneca, 2.235 són onondaga, 1.339 són oneida, 932 són tuscarora i 861, cayuga), shinnecock (1.741) tribus de Long Island (823), tribus originàries de l'Estat. Entre les altres, destaquen els cherokees (15.122), els blackfoot (3.779), els sioux (1.619), els pueblo (1.443), els apatxe (1.005), els lenape (1007), els anishinaabemowin (996), amerindis canadencs i sud-americans (26.809) i d'altres sense especificar.